# Kannywood
Kannywood est le nom par lequel est souvent désignée l'industrie du cinéma en langue haoussa, en référence à la ville de Kano, la plus grande ville du Nord du Nigéria et de la zone haoussaphone, où la plus grande partie des films en langue haoussa sont produits, et à Hollywood. Le terme est utilisé au moins depuis 1999. 
Le cinéma en langue haoussa se développe à partir des années 1960 et la production de films en grand nombre commence à partir des années 1990, notamment sous l'influence des films de Bollywood, alors très populaires au Nigéria. Au début des années 2010, Kannywood produisait environ un millier de films par an. 
Au cours des années 2000 et 2010, la production de films en haoussa est marquée par les tentatives de la part des autorités politiques et religieuses de l'État de Kano en vue de leur appliquer une censure.

## Acteurs et actrices célèbres
- Adam A. Zango
- Ali Nuhu
- Hadiza Aliyu
- Halima Atete
- Hauwa Maina
- Maryam Booth
- Rahama Sadau
- Umar Gombe